# Thomas Hansen Erslew

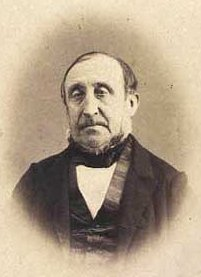
Thomas Hansen Erslew.

Thomas Hansen Erslew, född den 10 november 1803 i Randers, död den 17 mars 1870 i Köpenhamn, var en dansk litteratur- och personhistoriker.
Erslew blev student 1821 och 1849 arkivarie vid kultusministeriets arkiv. Han utgav Almindeligt Forfatter-Lexicon for Kongeriget Danmark med tilhørende Bilande, fra 1814 til 1840 (3 band, 1843–1853; med "Supplement" till 1853, 3 band, 1858–1868), utmärkt för sällsynt noggrannhet och fullständighet samt för rikedom på personhistoriska upplysningar.